# 浪漫的中途 / 在我說之前 請抱緊我 (MEMORIAL EDIT) / 令女孩瘋狂的五月雨 (MEMORIAL EDIT)
《浪漫的中途 / 在我說之前 請抱緊我 (MEMORIAL EDIT) / 令女孩瘋狂的五月雨 (MEMORIAL EDIT)》（ロマンスの途中 / 私が言う前に抱きしめなきゃね(MEMORIAL EDIT) / 五月雨美女がさ乱れる(MEMORIAL EDIT)）是日本女子偶像組合Juice=Juice的第1张单曲，於2013年9月11日由hachama發售。

## 概要
- 《浪漫的中途 / 在我說之前 請抱緊我 (MEMORIAL EDIT) / 令女孩瘋狂的五月雨 (MEMORIAL EDIT)》是Juice=Juice正式出道的第一張單曲，亦是第一張3A單曲。
- 《在我說之前 請抱緊我 (MEMORIAL EDIT)》和《令女孩瘋狂的五月雨 (MEMORIAL EDIT)》是成員大塚愛菜離開後重新灌錄的版本。
- 此單曲有6個版本，分別有初回生產限定盤A、B、C、D、E和通常盤。「初回生產限定盤A」收錄了《浪漫的中途》的PV；「初回生產限定盤B」和「初回生產限定盤D」收錄了《在我說之前 請抱緊我 (MEMORIAL EDIT)》的PV；「初回生產限定盤C」和「初回生產限定盤E」收錄了《令女孩瘋狂的五月雨 (MEMORIAL EDIT)》的PV。
- 9月23日於Oricon公信榜單曲週榜取得第2名。
- Juice=Juice在Hello! Project的單曲銷量僅次於早安少女組。及℃-ute，此單曲首週銷量37,213張，隔周銷量2,955張，單曲銷量超過四萬張。

## 收錄内容

### CD
1. 浪漫的中途
（作詞、作曲：淳君 編曲：鈴木俊介）
2. 在我說之前 請抱緊我 (MEMORIAL EDIT)
（作詞、作曲：淳君 編曲：平田祥一郎）
3. 令女孩瘋狂的五月雨 (MEMORIAL EDIT)
（作詞、作曲：淳君 編曲：板垣祐介、鈴木俊介）
4. 浪漫的中途（Instrumental）
5. 在我說之前 請抱緊我 (MEMORIAL EDIT)（Instrumental）
6. 令女孩瘋狂的五月雨 (MEMORIAL EDIT)（Instrumental）

### DVD

#### 初回生產限定盤A
1. 浪漫的中途（PV）
2. 浪漫的中途（Dance Shot Ver.）

#### 初回生產限定盤B
1. 在我說之前 請抱緊我 (MEMORIAL EDIT)（PV）
2. 在我說之前 請抱緊我 (MEMORIAL EDIT)（Dance Shot Ver.）

#### 初回生產限定盤C
1. 令女孩瘋狂的五月雨 (MEMORIAL EDIT)（PV）
2. 令女孩瘋狂的五月雨 (MEMORIAL EDIT)（Dance Shot Ver.）

#### 初回生產限定盤D
1. 在我說之前 請抱緊我 (MEMORIAL EDIT)（Close-up Ver.）
2. 在我說之前 請抱緊我 (MEMORIAL EDIT)（Dance Shot Ver. II）

#### 初回生產限定盤E
1. 令女孩瘋狂的五月雨 (MEMORIAL EDIT)（Close-up Ver.）
2. 令女孩瘋狂的五月雨 (MEMORIAL EDIT)（Dance Shot Ver. II）

## 外部連結
- Juice=Juice官方網站 （页面存档备份，存于）（日語）
- 《浪漫的中途》MV （页面存档备份，存于）
- 《在我說之前 請抱緊我 (MEMORIAL EDIT)》MV （页面存档备份，存于）
- 《令女孩瘋狂的五月雨 (MEMORIAL EDIT)》MV （页面存档备份，存于）